# Крижопольський Альберт Мошкович
Альберт Мошкович Крижо́польський (нар. 22 квітня 1942, Воткінськ) — художник-проектант; член Спілки радянських художників України з 1984 року. Лауреат Державної премії УРСР в галузі науки і техніки за 1983 рік. Чоловік майстрині художнього текстилю Лариси Козаченко.

## Біографія
Народився 22 квітня 1942 року в місті Воткінську (нині Удмуртія, Росія). Єврей. Працював у Києві: у 1958–1961 роках — на художньо-виробничому комбінаті «Укрголовхарчзбутсировина» при Держплані УРСР; у 1961–1962 роках — у товаристві художників; у 1965–1972 роках — в об'єднанні «Художник»; у 1972–1973 роках — на експериментальному художньо-виробничому комбінаті; з 1973 року — знову в об'єднанні «Художник». Наприкінці 1990-х років емігрував до Німеччини. Мешкає у Бонні.

## Роботи
Працював у галузі промислового дизайну, художнього проектування. Оформив експозиції:
- Київського історичного музею (1968–1970);
- Музею медицини Української РСР (1978–1982);
- Будинку-музею Михайла Булгакова у Києві (1990–1993);
- Літературно-меморіального музею Миколи Островського у Боярці (1974);

Виконав проекти:
- Історико-краєзнавчого музею у смт Іванкові (1981);
- Краєзнавчого музею у місті Ізмаїлі (1993–1995).

Автор проекту Музею-меморіала в Бабиному Яру в Києві (не реалізований).
Брав участь у всеукраїнських, всесоюзних мистецьких виставках з 1979 року.

## Зауваги
1. ↑  За створення Музею медицини Української РСР, відновлення Музею-садиби Миколи Пирогова, використання їх для широкої пропаганди досягнень вітчизняної медичної наук і практики охорони здоров’я[1].